# Güinope
Güinope è un comune dell'Honduras facente parte del dipartimento di El Paraíso.
Il comune venne istituito il 16 maggio 1821, contestualmente alla creazione del dipartimento.